# Listă cu cele mai bune romane din SUA în anii 2000

## 2000
1. The Brethren de John Grisham
2. The Mark: The Beast Rules the World de Jerry B. Jenkins și Tim LaHaye
3. The Bear and the Dragon de Tom Clancy
4. The Indwelling: The Beast Takes Possession de Jerry B. Jenkins și Tim LaHaye
5. The Last Precinct (novel) de Patricia Cornwell
6. Journey de Danielle Steel
7. The Rescue de Nicholas Sparks
8. Roses Are Red de James Patterson
9. Cradle and All de James Patterson
10. The House on Hope Street de Danielle Steel

## 2001
1. Desecration de Jerry B. Jenkins și Tim LaHaye
2. Skipping Christmas de John Grisham
3. A Painted House de John Grisham
4. Dreamcatcher de Stephen King
5. The Corrections de Jonathan Franzen
6. Black House de Stephen King și Peter Straub
7. Last Man Standing de David Baldacci
8. Valhalla Rising de Clive Cussler
9. A Day Late and a Dollar Short de Terry McMillan
10. Violets Are Blue de James Patterson
11. Blindsighted de Karin Slaughter

## 2002
1. The Summons de John Grisham
2. Red Rabbit de Tom Clancy
3. The Remnant de Jerry B. Jenkins și Tim LaHaye
4. The Lovely Bones de Alice Sebold
5. Prey de Michael Crichton
6. Skipping Christmas de John Grisham
7. The Shelters of Stone de Jean M. Auel
8. Four Blind Mice de James Patterson
9. Everything's Eventual: 14 Dark Tales de Stephen King
10. The Nanny Diaries de Emma McLaughlin și Nicola Kraus

## 2003
1. Codul lui Da Vin de Dan Brown
2. The Five People You Meet in Heaven de Mitch Albom
3. The King of Torts de John Grisham
4. Bleachers de John Grisham
5. Armageddon de Jerry B. Jenkins și Tim LaHaye
6. The Teeth of the Tiger de Tom Clancy
7. The Big Bad Wolf de James Patterson
8. Blow Fly de Patricia Cornwell
9. Minunatele oase de Alice Sebold
10. The Wedding de Nicholas Sparks

## 2004
1. Codul lui Da Vinci de Dan Brown
2. The Five People You Meet in Heaven de Mitch Albom
3. The Last Juror de John Grisham
4. Glorious Appearing de Jerry B. Jenkins și Tim LaHaye
5. Îngeri și demoni de Dan Brown
6. State of Fear de Michael Crichton
7. London Bridges de James Patterson
8. Trace de Patricia Cornwell
9. The Rule of Four de Ian Caldwell și Dustin Thomason
10. Codul lui Da Vinci: Special Illustrated Collector's Edition de Dan Brown

## 2005
1. The Broker de John Grisham
2. Codul lui Da Vinci de Dan Brown
3. Mary, Mary de James Patterson
4. At First Sight de Nicholas Sparks
5. Predator de Patricia Cornwell
6. True Believer de Nicholas Sparks
7. Light from Heaven de Jan Karon
8. The Historian de Elizabeth Kostova
9. The Mermid Chair de Sue Monk Kidd
10. Eleven on Top de Janet Evanovich

## 2006
1. For One More Day de Mitch Albom
2. Cross de James Patterson
3. Dear John de Nicholas Sparks
4. Next de Michael Crichton
5. Hannibal Rising de Thomas Harris
6. Lisey's Story de Stephen King
7. Twelve Sharp de Janet Evanovich
8. Cell de Stephen King
9. Beach Road de James Patterson și Peter De Jonge
10. The 5th Horseman de James Patterson și Maxine Paetro

## 2007[1]
1. A Thousand Splendid Suns de Khaled Hosseini
2. Playing for Pizza de John Grisham
3. Double Cross de James Patterson
4. The Choice de Nicholas Sparks
5. Lean Mean Thirteen de Janet Evanovich
6. Plum Lovin' de Janet Evanovich
7. Book of the Dead de Patricia Cornwell
8. The Quickie de James Patterson și Michael Ledwidge
9. The 6th Target de James Patterson și Maxine Paetro
10. The Darkest Evening of the Year de Dean Koontz

## 2008[2]
1. The Appeal de John Grisham
2. The Story of Edgar Sawtelle de David Wroblewski
3. The Host de Stephenie Meyer
4. Cross Country de James Patterson
5. The Lucky One de Nicholas Sparks
6. Fearless Fourteen de Janet Evanovich
7. Christmas Sweater de Glenn Beck
8. Scarpetta de Patricia Cornwell
9. Your Heart Belongs to Me de Dean Koontz
10. Plum Lucky de Janet Evanovich